# Liste der Straßen und Plätze in Krieschendorf

Lage der Gemarkung Krieschendorf in Dresden

Die Liste der Straßen und Plätze in Krieschendorf beschreibt das Straßensystem im Dresdner Ortsteil Krieschendorf mit den entsprechenden historischen Bezügen. Aufgeführt sind Straßen, die im Gebiet der Gemarkung Krieschendorf liegen. Kulturdenkmale in der Gemarkung Krieschendorf sind in der Liste der Kulturdenkmale in Krieschendorf aufgeführt.
Krieschendorf ist Teil des statistischen Stadtteils Schönfeld/Schullwitz, der zur Ortschaft Schönfeld-Weißig gehört. Insgesamt gibt es in Krieschendorf vier benannte Straßen, die in der folgenden Liste aufgeführt sind.

## Legende
Die nachfolgende Tabelle gibt eine Übersicht über die vorhandenen Straßen und Plätze im Ortsteil sowie einige dazugehörige Informationen. Im Einzelnen sind dies:
- Name/Lage: Aktuelle Bezeichnung der Straße oder des Platzes sowie unter ‚Lage‘ ein Koordinatenlink, über den die Straße oder der Platz auf verschiedenen Kartendiensten angezeigt werden kann. Die Geoposition gibt dabei ungefähr die Mitte der Straße an.
- Länge/Maße in Metern: Die in der Übersicht enthaltenen Längenangaben sind nach mathematischen Regeln auf- oder abgerundete Übersichtswerte, die in Google Earth mit dem dortigen Maßstab ermittelt wurden. Sie dienen eher Vergleichszwecken und werden, sofern amtliche Werte bekannt sind, ausgetauscht und gesondert gekennzeichnet. Bei Plätzen sind die Maße in der Form a × b dargestellt. Der Zusatz ‚im Stadtteil‘ bzw. ‚im Ortsteil‘ gibt an, wie lang die Straße innerhalb des Stadt-/Ortsteils ist, sofern sie durch mehrere Stadt-/Ortsteile verläuft.
- Namensherkunft: Ursprung oder Bezug des Namens.
- Jahr der Benennung: Zeitpunkt, zu dem die Straße ihren heute gültigen Namen erhielt (sofern bekannt).
- Anmerkungen: Weitere Informationen bezüglich anliegender Institutionen, der Geschichte der Straße, historischer Bezeichnungen, Baudenkmalen usw.
- Bild: Foto der Straße.

## Straßenverzeichnis
| Name/Lage                   | Länge/Maße | Namensherkunft                                    | Jahr der Benennung | Anmerkungen | Bild |
| --------------------------- | ---------- | ------------------------------------------------- | ------------------ | --- | ---- |
| Am Hausberg Lage            |            | Flurname Hausberg, Teil der Dresdner Elbhänge     |                    | Die Straße erschließt den Pillnitzer Hausberghang vom Schönfelder Hochland aus. Nach der Erhebung sind auch die Hausbergstraße sowie das Café Hausberg in Pillnitz benannt. |      |
| Am Pillnitzberg Lage        |            | Flurname Pillnitzberg, Teil der Dresdner Elbhänge |                    | Die Straße Am Pillnitzberg führt von Krieschendorf hinunter in den Vogel- bzw. Friedrichsgrund.                                                                             |      |
| Krieschendorfer Straße Lage |            | Krieschendorf                                     |                    | An der Krieschendorfer Straße liegt der Dorfkern des alten Gassendorfs Krieschendorf.                                                                                       |      |
| Zur Sandgrube Lage          |            | eine Sandgrube                                    |                    | Entlang der Straße Zur Sandgrube verläuft die Flurgrenze zwischen Krieschendorf und Malschendorf.                                                                           |      |